# Samacá
Samacá – miasto w Kolumbii, w departamencie Boyacá.